# Jestice
Jestice (Hongaars: Jeszte) is een Slowaakse gemeente in de regio Banská Bystrica, en maakt deel uit van het district Rimavská Sobota.
Jestice telt 158 inwoners.

## Bevolking
In 2021 telde Jestice 147 inwoners, waarvan 72 man (48,98%) en 75 vrouw (51,02%). De bevolking vertoont al jaren lang een dalende trend. In 1991 telde Jestice nog 205 inwoners, terwijl dit er in 2011 186 waren.
Van de bevolking was 13,61% tussen de 0-14 jaar, 65,99% was tussen de 15-64 jaar en tot slot was 20,41% 65 jaar of ouder. 3 personen waren ouder dan 80 jaar, waarvan 1 man en 2 vrouwen. De oudste inwoner in 2021 was een 88-jarige vrouw. In totaal was 31,29% van de bevolking gepensioeneerd. 

### Etniciteit
Uit de gegevens van de Slowaakse volkstelling van 2021 bleek dat Jestice de gemeente met het hoogste percentage Hongaren in Slowakije was: 95,24% van de bevolking was Hongaars. De overige inwoners waren vooral etnische Slowaken (6 personen: 4,08%), terwijl 1 persoon zichzelf als etnische Roma identificeerde (0,68%).
20 personen identificeerden zichzelf met een tweede etniciteit, waarvan 12 Roma (60%) en 2 Slowaaks (10%). Van 6 personen was de tweede etniciteit onbekend (30%).

### Taal
Het Hongaars was de moedertaal van 141 van de 147 inwoners, oftewel 95,92%. De overige 6 inwoners spraken het Slowaaks als moedertaal (4,08%).

### Religie
De Rooms-Katholieke Kerk is de grootste religieuze stroming in Jestice. 140 inwoners (95,24%) noemden zichzelf katholiek in de volkstelling van 2021. 2 personen noemden zichzelf calvinist, 1 persoon noemde zichzelf evangelisch, terwijl 4 personen geen religieuze overtuiging hadden.
Abovce · Babinec · Barca · Bátka · Belín · Blhovce · Bottovo · Budikovany · Cakov · Čerenčany · Čierny Potok · Číž · Dolné Zahorany · Dražice · Drienčany · Drňa · Dubno · Dubovec · Dulovo · Figa · Gemerček · Gemerské Dechtáre · Gemerské Michalovce · Gemerský Jablonec · Gortva · Hajnáčka · Hodejov · Hodejovec · Horné Zahorany · Hostice · Hostišovce · Hrachovo · Hrušovo · Hubovo · Hnúšťa · Husiná · Chanava · Chrámec · Ivanice · Janice · Jesenské · Jestice · Kaloša · Kesovce · Klenovec · Kociha · Konrádovce · Kráľ · Kraskovo · Krokava · Kružno · Kyjatice · Lehota nad Rimavicou · Lenartovce · Lenka · Lipovec · Lukovištia · Martinová · Neporadza · Nižný Skálnik · Nová Bašta · Orávka · Ožďany · Padarovce · Pavlovce · Petrovce · Poproč · Potok · Radnovce · Rakytník · Ratkovská Lehota · Ratkovská Suchá · Riečka · Rimavská Baňa · Rimavská Seč · Rimavská Sobota · Rimavské Brezovo · Rimavské Janovce · Rimavské Zalužany · Rovné · Rumince · Slizké · Stará Bašta · Stránska · Studená · Sútor · Šimonovce · Širkovce · Španie Pole · Štrkovec · Tachty · Teplý Vrch · Tisovec · Tomášovce · Uzovská Panica · Valice · Včelince · Večelkov · Veľké Teriakovce · Veľký Blh · Vieska nad Blhom · Vlkyňa · Vyšné Valice · Vyšný Skálnik · Zacharovce · Zádor · Žíp